# Santa María Yalina
Santa María Yalina là một đô thị thuộc bang Oaxaca, México. Năm 2005, dân số của đô thị này là 292 người.